# 大桥镇 (衡东县)
大桥镇，是中华人民共和国湖南省衡陽市衡东县下辖的一个乡镇级行政单位。2015年11月18日，大桥镇、三樟乡成建制合并设立三樟镇。

## 行政区划
大桥镇下辖以下地区：
大桥社区、西元村、塘霞村、岭林村、复兴村、瑶理村、茶园村、黄双村、礼厚村、双江村、冲头村、山坳村、龙塘村、栗林村、三浒村、和平村、义门村、湘桥村、铁炉村、塔冲村和湖套村。